# Stuttgart Championship Series 1995
L'Stuttgart Championship Series 1995 è stato un torneo di tennis giocato sul cemento indoor.
È stata l'8ª edizione del torneo, che fa parte della categoria Championship Series nell'ambito dell'ATP Tour 1995. Il torneo si è giocato a Stoccarda in Germania, dal 20 al 26 febbraio 1995.
Sarà l'ultima edizione disputata in questa categoria, a ottobre si gioca l'Essen Open, torneo ATP Super 9, la categoria dei tornei più prestigiosi dopo quelli del Grande Slam e delle Finals che chiudono la stagione; per ragioni di sponsorizzazione il nome ufficiale del torneo di Essen sarà Eurocard Open. Nel febbraio dell'anno successivo il torneo sarà ospitato con questo sponsor di nuovo a Stoccarda e prenderà il nome Stuttgart Super 9.

## Campioni

### Singolare
Richard Krajicek ha battuto in finale  Michael Stich con il punteggio di 7–6(4), 6–3, 6(6)–7, 1–6, 6–3

### Doppio
Grant Connell /  Patrick Galbraith hanno battuto in finale  Cyril Suk /  Daniel Vacek con il punteggio di 7–5, 6–4